# Aileen Kuhn
Aileen Kuhn (26 novembre 2003) è una martellista tedesca.

## Biografia
Nel 2023 partecipa ai campionati europei under 23 di Espoo vincendo la medaglia bronzo nel lancio del martello.
Il 18 luglio 2025 ai campionati europei under 23 di Bergen ha vinto la medaglia d'oro nel lancio del martello, migliorando il personale, portandolo a 72,53 m.

## Progressione

### Lancio del martello
| Stagione | Misura  | Luogo     | Data      | Rank. Mond. |
| -------- | ------- | --------- | --------- | ----------- |
| 2025     | 72,53 m | Bergen    | 18-7-2025 |             |
| 2024     | 68,92 m | Forbach   | 12-5-2024 |             |
| 2023     | 68,71 m | Göttingen | 1-7-2023  |             |
| 2022     | 63,93 m | Thum      | 27-5-2022 |             |
| 2021     | 64,04 m | Coblenza  | 27-6-2021 |             |
| 2020     | 59,65 m | Stoccarda | 21-6-2020 |             |

## Palmarès
| Anno | Manifestazione | Sede    | Evento              | Risultato | Prestazione | Note                          |
| ---- | -------------- | ------- | ------------------- | --------- | ----------- | ----------------------------- |
| 2021 | Europei U20    | Tallinn | Lancio del martello | 12ª       | 57,04 m     | [ 3 ]                         |
| 2023 | Europei U23    | Espoo   | Lancio del martello | Bronzo    | 68,30 m     |                               |
| 2025 | Europei U23    | Bergen  | Lancio del martello | Oro       | 72,53 m     | Miglior prestazione personale |

## Campionati nazionali
- 1 volta campionessa tedesca invernale del lancio del martello (2025)

2021
- 6ª ai campionati tedeschi (Braunschweig), lancio del martello - 62,32 m

2022
- 5ª ai campionati tedeschi (Berlino), lancio del martello - 62,44 m

2023
- 5ª ai campionati invernali dei lanci tedeschi (Halle), lancio del martello - 61,60 m
- Argento ai campionati tedeschi (Kassel), lancio del martello - 66,87 m

2024
- Bronzo ai campionati invernali dei lanci tedeschi (Halle), lancio del martello - 64,01 m
- Bronzo ai campionati tedeschi (Braunschweig), lancio del martello - 66,32 m

2025
- Argento ai campionati invernali dei lanci tedeschi (Halle), lancio del martello - 64,90 m
- Oro ai campionati promesse tedeschi (Ulma), lancio del martello - 71,60 m

## Altre competizioni internazionali
2024
- 7ª alla Coppa Europa di lanci U23, ( Leiria), Lancio del martello - 63,55 m

2025
- Bronzo alla Coppa Europa di lanci U23, ( Nicosia), Lancio del martello - 67,25 m
- 5ª ai Campionati europei a squadre ( Madrid), Lancio del martello - 69,98 m